# ألكسندر أنتبيكو
ألكسندر أنتبيكو (بالروسية: Антипенко, Александр Валерьевич)‏ (27 مايو 1982 بكومسومولسك-نا-أموري في روسيا - ) هو لاعب كرة قدم روسي في مركز الهجوم. لعب مع أنجي محج قلعة وتوم تومسك وسيبير نوفوسيبيريسك ونادي ميكا وفاكل فارونيش ‏ وFC Volgar Astrakhan ‏ وFC Olimp-Dolgoprudny ‏ وكريستال سمولينسك ‏ ونادي خيمكي وFC Ryazan ‏.